# Tylor Megill
Tylor J. Megill (Long Beach, California, 28 de julio de 1995), más conocido como Tylor Megill, es un jugador profesional estadounidense de béisbol que se desempeña en la posición de lanzador en New York Mets, equipo de las Grandes Ligas de Béisbol (MLB).

## Carrera
En 2021, Megill hizo su debut en la MLB con el equipo New York Mets, donde lleva jugando cuatro temporadas.